# Melissa (Elida)
Melissa  este un oraș în Grecia în prefectura Elida.